# Pak Ou
Pak Ou (tiếng Lào: ເມືອງປາກອູ) là một muang (mường, huyện) thuộc tỉnh Luangprabang ở thượng  Lào .